# Изабель Обре
Изабель Обре (фр. Isabelle Aubret, настоящее имя Тереза Кокрель, фр. Thérèse Coquerelle; родилась 27 июля 1938 года, Маркетт-ле-Лилль) — французская певица, победитель конкурса песни Евровидение 1962 года.

## Биография
Была пятым ребёнком из 11 детей в семье. Отец работал на ткацкой фабрике, мать — домохозяйка. В 1952 году, в возрасте 14 лет, бросила школу и начала работать мотальщицей на фабрике Lemaire-Destombes в Сен-Андре, где работал её отец. Проработала на фабрике до 18 лет. Брала уроки актёрского мастерства и классического танца. В юности занималась спортивной гимнастикой и стала чемпионкой Франции в 1958 году.
Исполнительскую карьеру начала в конце 1950-х годов, выступая в качестве солистки в различных коллективах, затем работала в парижском кабаре. С 1962 года выступает в концертных программах Жана Ферра и Жака Бреля. В 1964 году получила приглашение на главную роль в фильме «Шербурские зонтики», но из-за того, что попала в серьёзную дорожную аварию, была вынуждена от неё отказаться.
Первую попытку получить право на участие в конкурсе Евровидение предприняла в 1961 году, но заняла в национальном отборе второе место. Однако вторая её попытка оказалась более успешной, и Обре стала победителем конкурса песни Евровидение в 1962 году, исполнив песню «Un Premier Amour». Вновь представляла Францию на конкурсе 1968 года, где заняла третье место с песней «La Source». Также участвовала во французских отборочных турах к конкурсам 1970, 1976 и 1983 годах, занимая соответственно второе, шестое и девятое места.
В 1970-х с гастрольными турами посетила многие страны мира, в том числе Советский Союз. В 1976 году победила на международном музыкальном фестивале в Токио, после чего стала очень популярна в Японии. В 1989 году была признана лучшим исполнителем на музыкальном фестивале в Берлине.
В 1992 году награждена орденом Почётного легиона и немецким Федеральным крестом за заслуги.
В 2017 году провела прощальное турне по Франции.